# Gardeo Isaacs
Gardeo Edward Isaacs (27 de diciembre de 1998) es un deportista sudafricano que compite en atletismo, especialista en las carreras de velocidad.
Ganó dos medallas en los Relevos Mundiales, en los años 2024 y 2025. Participó en los Juegos Olímpicos de París 2024, ocupando el quinto lugar en la prueba de 4 × 400 m.

## Palmarés internacional
| Relevos Mundiales | Relevos Mundiales | Relevos Mundiales | Relevos Mundiales |
| Año               | Lugar             | Medalla           | Prueba            |
| ----------------- | ----------------- | ----------------- | ----------------- |
| 2024              | Nasáu (Bahamas)   | Medalla de plata  | 4 × 400 m         |
| 2025              | Cantón (China)    | Medalla de oro    | 4 × 400 m         |